# Сорокин, Борис (футболист)
Борис или Фёдор Сорокин (1914 — ?) — советский футболист, нападающий.
О Сорокине известно крайне мало. В издании петербургского историка футбола Ю. П. Лукосяка «История петербургского футбола. Кто есть кто в петербургском футболе» указано, что Борис Сорокин выступал за ленинградские клубы «Сталинец»/«Зенит» в 1938 и 1940 годах и «Спартак» в 1941 году. 12 мая 1938 года забил первые голы «Зенита» в чемпионате СССР на высшем уровне.
Вместе с тем на многих футбольных статистических сайтах есть информация о том, что в 1940 году за «Зенит» играл не Борис, а Фёдор Сорокин 1912 года рождения. На официальном сайте «Зенита» автором первых голов «Сталинца» в группе «А» указан также Фёдор Сорокин, впрочем журналист Дмитрий Догановский прямо указывает на это противоречие.